# Поллок, Джордж
Сэр Джордж Поллок, 1-й баронет (с 1872; англ. Sir George Pollock, 1st Baronet; 4 июня 1786, Вестминстер, Большой Лондон — 6 октября 1872, Уолмер, Кент) — британский фельдмаршал (1870).

## Биография
Родился в 1786 году в Лондоне. Сын королевского ремесленника-шорника Дэвида Поллока и его жены Сары, урожденной Парсонс. Отец будущего фельдмаршала принадлежал к мещанскому сословию, его дед был йоменом (свободным привилегированным крестьянином, аналог однодворца) из Дарема. Старший брат Джорджа, Фредерик Поллок, стал юристом и политиком (но более всего прославился, как математик-любитель), и, в конце концов, также был возведён в баронеты.
Военное образование Джордж Поллок получил в Королевской военной академии в Вулидже, откуда был в 1803 году выпущен лейтенантом-фейерверкером в Бенгальскую артиллерию. Прибыв в Индию, он уже в 1805 году принимал активное участие во Второй англо-маратхской войне. После этого продолжал служить в артиллерии британских войск в Индии, и в 1824 году получил чин подполковника.
В 1824—26 годах, в ходе Первой англо-бирманской войны, Поллок командовал всей британской артиллерией в ряде крупных сражений. В 1827 году был награждён за свои действия орденом Бани. В 1838 году был произведён в генерал-майоры и возглавил военный округ с центром в городе Агра.
В 1838 году граф Окленд, генерал-губернатор Индии, организовал вторжение британцев в Афганистан, тем самым спровоцировав Первую англо-афганскую войну. Первоначально ход кампании казался успешным, а Кабул был занят британскими войсками. Но, однако, уже в конце 1841 года, столкнувшись с постоянно растущей враждебностью со стороны афганцев, британцы решили вывести из Кабула 5000 британских и индийских солдат и 12000 сопровождающих их гражданских лиц в Индию. Отступление, которое произошло в январе 1842 года, обернулось полной катастрофой. Только один британец из 17-ти тысячного отряда сам добрался живым до пограничного британского гарнизона в Джелалабаде, ещё один умер, въехав в ворота крепости.
Тем временем, слабый британский форпост в Джелалабаде был осаждён афганцами. На этом фоне Поллок был назначен командующим войсками, посланными для деблокады Джелалабада: он продвинулся через Хайберский проход и деблокировал гарнизон в Джелалабаде в апреле 1842 года.
Затем Поллок приступил к несанкционированной миссии по спасению британских пленных, содержавшихся в Кабуле. Он усилил свой отряд бойцами из деблокированного гарнизона Джелалабада под командованием Роберта Генри Сейла (жена и дочь Сейла ранее попали в афганский плен) и отрядом генерала Уильяма Нотта, которые наступали на Кабул из Кандагара. После столкновений при Гандамаке, перевале Джагдалак и Тезине, Поллок взял Кабул в сентябре 1842 года. Около 115 британских офицеров, солдат и гражданских были освобождены из плена (и среди них — жена и дочь Сейла, которых освободил он сам), как и неизвестное количество индийцев из числа входивших в состав отряда. В качестве акта возмездия, Поллок разрушил Большой базар в Кабуле, прежде чем отступить в Индию в октябре 1842 года.
За взятие Кабула и спасение британских военнопленных Поллок был награждён Большим крестом ордена Бани (2 декабря 1842). В декабре 1843 стал главой британской резидентуры в Лакхнау, а в сентябре 1844 —  членом Совета Индии.
В 1844 году британские жители Калькутты учредили медаль Поллока в ознаменование его достижений. Эта медаль должна была ежегодно присуждаться лучшему кадету-выпускнику военной школы в британском Эддискомбе, графство Суррей.
Вернувшись в Англию в 1846 году, Поллок получал ренту в размере 1000 фунтов стерлингов в год от Ост-Индской компании. Он был произведен в генерал-лейтенанты в 1851 году, в полные генералы в 1859 году, стал кавалером ордена Звезды Индии в 1861 году, получил следующую степень ордена в 1866, а в 1870 году был произведён в фельдмаршалы. В 1871 году Поллок занял почётную должность констебля (здесь — коменданта) лондонского Тауэра, в 1872 году получил титул баронета.
Поллок скончался в 1872 году и был похоронен в Вестминстерском аббатстве.
С 1810 года Поллок  был женат на Фрэнсис Уэбб Барклай (Баркли), в этом браке родилось четыре сына и одна дочь. Старший сын фельдмаршала, Фредерик, стал военным, второй сын, Джордж Дэвид Поллок — знаменитым хирургом, а  третий сын Роберт, тоже военный, погиб в 1845 году в сражении при Мудки в ходе Первой англо-сикхской войны. Овдовев, Джордж Поллок женился вторично — на Генриетте Уолластон (в 1852 году). Детей в этом браке не было.